# Карийская трагедия

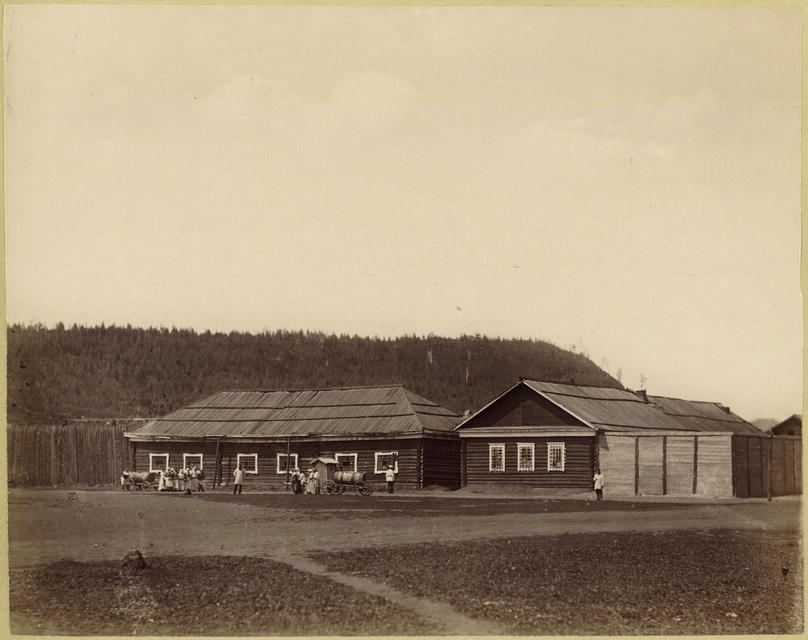
Ссыльно-каторжная тюрьма в Усть-Каре, 1891 год

Карийская трагедия — массовое самоубийство политических заключённых на Карийской каторге в ночь с 7 на 8 ноября 1889 года (по юлианскому календарю) в знак протеста против грубого обращения с заключёнными.

## Описание

### Истоки трагедии
11 августа 1888 года за отказ встать перед генерал-губернатором А. Н. Корфом заключённая-революционерка Елизавета Ковальская была переведена в Верхнеудинский тюремный замок в строгое одиночное заключение. В знак протеста её товарищи потребовали уволить коменданта тюрьмы и несколько раз объявляли длительные голодовки.
В феврале 1889 года тюрьмы Карийской каторги посетил начальник Иркутского жандармского управления полковник  Н. И. фон Плотто. Он обещал произвести на Каре изменения, но ничего сделано не было, что вызвало новую серию голодовок.
За попытку нанести жандармскому офицеру Масюкову (которого заключённые называли комендантом) пощёчину 28-летняя заключённая Надежда Сигида (Малаксиано) была переведена в уголовную тюрьму. Узнав об этом, М. П. Ковалевская, М. В. Калюжная и Н. С. Смирницкая объявили и выдержали в течение 16 суток голодовку, требуя перевода к Н.К. Сигиде (Малаксиано).
24 октября 1889 года заключённым была оглашена инструкция А. Н. Корфа об изменениях в содержании политзаключённых. Инструкция разрешала применение силы и телесные наказания, ранее применявшиеся только к уголовникам. На основании этой инструкции А. Н. Корф приказал наказать Н. К. Сигиду (Малаксиано) стами ударами розог, и 7 ноября 1889 года та была подвергнута телесному наказанию.

### Массовое отравление
В ту же ночь Сигида (Малаксиано), Калюжная, Ковалевская и Смирницкая приняли смертельную дозу морфия. Перед этим женщины (кроме Сигиды) голодали 16 суток. В этих условиях даже обычная терапевтическая доза препарата может вызвать очень сильное действие на ослабленный организм голодающего по сравнению с приёмом лекарственного средства в обычных условиях, не говоря уже о токсической дозе.
В мужской тюрьме политических заключённых 12 ноября пытались отравиться 16 человек, инициатором чего выступил польский революционер Ф. Я. Кон. В ходе следствия было установлено, что каторжане принимали в качестве яда медицинские препараты опия, но вследствие истекшего срока годности — препараты были произведены в 1882 году — выжили. Некоторые принимали опиаты повторно, но также без ожидаемого результата. Смертельных случаев у мужчин было только два. И. В. Калюжный и С. Н. Бобохов приняли по очень большой дозе (по упаковке опиатов) и скончались.

В вольной команде пытался застрелиться бывший политкаторжанин Н. Л. Геккер.
Таким образом, из 20 каторжан Карийской каторги, принявших яд, умерли шестеро: четыре женщины и двое мужчин.

## Последствия
О Карийской трагедии стало известно мировой общественности и под влиянием массовых протестов в Англии и США правительство было вынуждено запретить применение телесных наказаний в отношении женщин.
После Карийской трагедии политическая тюрьма Карийской каторги была ликвидирована, политические заключённые были переведены в другие тюрьмы.

## В культуре
В 1930 году советский художник Николай Касаткин написал картину, посвящённую этим событиям.